# Lista do Patrimônio Mundial na Letônia
A Organização das Nações Unidas para a Educação, a Ciência e a Cultura (UNESCO) propôs um plano de proteção aos bens culturais do mundo, através do Comité sobre a Proteção do Património Mundial Cultural e Natural, aprovado em 1972. Esta é uma lista do Patrimônio Mundial existente na Letônia, especificamente classificada pela UNESCO e elaborada de acordo com dez principais critérios cujos pontos são julgados por especialistas na área. A Letônia ratificou a convenção em 10 de janeiro de 1995, tornando seus locais históricos elegíveis para inclusão na lista.
O sítio Centro Histórico de Riga foi o primeiro local da Letônia incluído na lista do Patrimônio Mundial da UNESCO por ocasião da 21ª Sessão do Comitè do Património Mundial, realizada em Nápoles (Itália) em 1997. Desde a mais recente adesão à lista, a Letônia totaliza 3 sítios classificados como Patrimônio da Humanidade, sendo ambos os locais de classificação Cultural. 

## Bens culturais e naturais
A Letônia conta atualmente com os seguintes lugares declarados como Patrimônio da Humanidade pela UNESCO:
| | Centro Histórico de Riga |
| Bem cultural inscrito em 1997. |                          |
| Localização: Livônia |                          |
| Um importante centro da Liga Hanseática, a cidade de Riga prosperou entre os séculos XIII e XV graças ao comércio com a Europa Central e Oriental. O tecido urbano de seu centro medieval ainda mostra que a prosperidade, embora a maioria de seus edifícios mais antigos tenham sido destruídos por incêndios e guerras. Riga voltou a ser um importante centro econômico no século XIX, quando os subúrbios ao redor da cidade medieval foram dispostos. No início, a construção em madeira e estilo neoclássico foi imposta para os novos edifícios, mas então o "Jugendstil" ou "Art Nouveau" predominaram. De acordo com opiniões generalizadas, Riga tem hoje o conjunto mais bonito de edifícios "Art Nouveau" em toda a Europa. (UNESCO/BPI) |                          |

| | Arco Geodésico de Struve |
| Bem cultural inscrito em 2005. |                          |
| Este bem é compartilhado com: Bielorrússia, Estónia, Finlândia, Lituânia, Moldávia, Noruega, Rússia, Suécia e Ucrânia. |                          |
| Localização: Semigola |                          |
| O Arco Geodésico de Struve é um conjunto de triangulações que abrange dez países, abrangendo 2.820 km, desde hammerfest (Noruega) até o Mar Negro. Composto pelos pontos de triangulação entre 1816 e 1855 pelo astrônomo Friedrich Georg Wilhelm Struve, este arco possibilitou a primeira medição precisa de um longo segmento do meridiano terrestre. Essa triangulação ajudou a definir e medir a forma exata da Terra e desempenhou um papel importante no avanço das ciências geológicas e na criação de mapas topográficos precisos. É um exemplo extraordinário de colaboração científica entre sábios de diferentes países, bem como um exemplo de cooperação entre vários monarcas europeus para o progresso científico. O arco primitivo consistiu em 258 triângulos e 265 pontos fixos principais. O local inscrito na Lista do Patrimônio Mundial compreende 34 dos pontos fixos originais indicados por diferentes meios: perfuração de rochas, travessias de ferro, montes e obeliscos. (UNESCO/BPI) |                          |

| Vista da cidade de Kuldīga. | Cidade Antiga de Kuldīga |
| Vista da cidade de Kuldīga. | Bem cultural inscrito em 2023. |
| Vista da cidade de Kuldīga. | Localização: Kuldīga |
| Vista da cidade de Kuldīga. | Situada na região ocidental da Letónia, a cidade de Kuldīga é um exemplo notável de assentamento urbano tradicional, que passou a ser uma pequena aldeia medieval a um importante centro administrativo do Ducado da Curlândia e Semigália entre os séculos XVI e XVIII. A estrutura urbana de Kuldīga conservou, em grande parte, o traçado de ruas daquele período e inclui tradicional arquitetura em troncos de madeira bem como estilos de influência estrangeira que ilustram o rico intercâmbio entre artesãos locais e viajantes procedentes de todo o Mar Báltico. As influências arquitetônicas e as tradições artesanais introduzidas durante a era do Ducado perduraram até o início do século XIX.(UNESCO/BPI) |

## Lista Indicativa
Em adição aos sítios inscritos na Lista do Patrimônio Mundial, os Estados-membros podem manter uma lista de sítios que pretendam nomear para a Lista de Patrimônio Mundial, sendo somente aceitas as candidaturas de locais que já constarem desta lista. Desde 2021, a Letônia possui 4 locais na sua Lista Indicativa.
| Sítio                                | Imagem | Localização | Ano  | Dados UNESCO        | Descrição |
| ------------------------------------ | ------ | ----------- | ---- | ------------------- | --- |
| Vale do Alto Daugava                 |        | Lategália   | 2011 | Misto: v, viii, x   | O Vale do Alto Daugava apresenta interessantes formas de terra pós-páles que se formaram há 15-13 mil anos. A área foi habitada por milênios e apresenta vários tipos de paisagem cultural - paisagem ritual (edifícios sagrados, antigas tumbas, cemitérios e crucifixos); paisagem social; e paisagem econômica (urbanização, assentamentos de agricultores).                                     |
| Conjunto Arqueológico de Grobina     |        | Curlândia   | 2017 | Cultural: (iii)     | O Conjunto Arqueológico de Grobina compreende restos dos assentamentos e locais funerários que datam do período entre os séculos VII e IA, quando os escandinavos começaram a migrar para o exterior. Grobina era o acampamento quando viviam junto da população curlaniana local, o que ajudou no intercâmbio cultural.                                                                            |
| Palácio, Parque e Jardins de Rundāle |        | Rundāle     | 2021 | Cultural: i, ii, iv | O palácio barroco, juntamente com o jardim e o parque florestal, foi projetado pelo arquiteto italiano Francesco Bartolomeo Rastrelli. Foi construído para os Duques da Curlândia como residência de veraneio. A construção inicial ocorreu na década de 1730 enquanto o interior recebeu novo acabamento em rococó nos anos 1760. O palácio têm mantido a integridade do século XVIII desde então. |